# 宜蘭盃國際名校划船邀請賽
國際名校划船邀請賽，全稱宜蘭盃國際名校划船邀請賽（Yi-Lan International Collegiate Invitational Regatta）曾經是台灣宜蘭縣的重要國際性體育活動。自1996年開辦以來，每年九月於五結鄉冬山河親水公園舉行。宜蘭縣長呂國華以中央政府補助大縮減為由，決定自2006年起停辦此活動。

## 活動由來
1989年6月10日，日本早稻田大學、慶應大學划船隊與台灣蘇澳海事、高雄海專划船隊於冬山河舉行對抗賽，為宜蘭盃國際名校邀請賽之前身。
1995年宜蘭縣龍舟錦標賽閉幕典禮時，當時縣長游錫堃提到國內校際划船對抗賽的構想。在宜蘭縣政府的贊助與中華民國教育部的支持之下，同年9月9日，國立臺灣大學及國立臺灣師範大學在冬山河上進行了一場西式划船對抗賽。
1996年起，宜蘭縣政府透過出身宜蘭的世界台灣同鄉會聯合會會長李界木的協助，陸續邀請包括美國的哈佛大學、耶魯大學，英國的牛津大學、劍橋大學，澳洲的雪梨大學、墨爾本大學及昆士蘭大學及德國的漢堡大學等國際大專名校選手到冬山河競舟比賽，此為第一屆宜蘭盃國際名校划船邀請賽，共有五個國家、十所學校參賽。後來成為一年一度的比賽，參加國家與隊伍逐年增加。
1996年創辦「宜蘭國際名校划船邀請賽」，突破台灣國際外交困境，邀請牛津、劍橋、哈佛、耶魯、慶應、早稻田、雪梨、墨爾本、台大、師大等10名校參賽；1997年二度舉辦「宜蘭國際名校划船邀請賽」，邀請七國14隊名校參賽。
名校划船賽，經由划船運動，與世界各著名學府連線。透過資訊網絡，直接把台灣、宜蘭縣、冬山河等，帶進了各著名大學，增益國際間對宜蘭的認識。此舉也被譽為，「中央外交部做不到的。由宜蘭縣做到了」，對打開台灣的國際知名度、與在國際性媒體的能見度，都很有幫助。
在1996年8月14日，宜蘭成功的舉辦一九九六國際名校划船邀請賽之前，若告訴別人宜蘭準備利用冬山河，辦一場世界名校划船邀請賽，恐怕沒有人會相信，事實上以台灣的外交處境，邀集英國牛津、劍橋，美國耶魯、哈佛，日本早稻田、慶應等大學，舉辦舉世矚目的划船賽，幾乎是不可能的任務。但宜蘭縣在游錫堃手上做到了。

## 世界台灣同鄉會聯合會的角色
每年二、三月間，宜蘭縣政府教育處透過「世界台灣同鄉會」徵詢世界各地學校參賽意願，再於五、六月間寄發邀請函給各校，請學校七月回覆是否參賽，每年都安排於九月中旬比賽。

## 比賽項目
室外：
- 公開男子組八人單槳有舵手式
- 男子雙人單槳無舵手式
- 女子四人雙槳式
- 女子單人雙槳式

室內機械划船器競賽（MACHINE ROWING）：
- 男子公開八人組定時接力團體賽
- 公開男子組八人單槳有舵手式
- 男子雙人單槳無舵手式
- 女子公開四人組定時接力團體賽
- 女子四人雙槳式
- 女子單人雙槳式
- 男女四人混合公開組

## 大事記
- 1999年，第四屆邀請賽增加了女子組的項目。

- 2003年9月14日，著名的體育頻道ESPN現場實況轉播第八屆邀請賽各組決賽，畫面傳送到亞洲16個國家[10][11][12]。

- 2005年，第十屆邀請賽新增室內機械划船器競賽（Machine Rowing）項目。

- 2006年4月19日，宜蘭縣長呂國華以中央政府補助大縮減為由，決定停辦此活動[13]。

## 相關連結
1. 2005宜蘭盃國際名校划船邀請賽官網（繁體中文）
2. 2001宜蘭盃國際名校划船賽（繁體中文）
3. 2002宜蘭盃國際名校划船賽（繁體中文）
4. 2003宜蘭盃國際名校划船賽（繁體中文）
5. 2004宜蘭盃國際名校划船賽（繁體中文）
6. 2005宜蘭盃國際名校划船賽（页面存档备份，存于）（繁體中文）